# 高橋広満
高橋 広満（たかはし ひろみつ、1951年 - ）は、日本の日本近代文学研究者。相模女子大学名誉教授。

## 人物・来歴
群馬県生まれ。早稲田大学大学院文学研究科博士課程単位取得退学。早稲田大学本庄高等学院教諭、相模女子大学教授。退職して名誉教授。

## 著書
- 『吉行淳之介 人と文学』日本の作家100人 勉誠出版、2007
- 『近代文学の古層とその変容』双文社出版、2012

### 編
- 『日本文学研究資料新集 柳田国男と折口信夫 学問と創作の間』編 有精堂出版、1989
- 『近代小説<異界>を読む』東郷克美共編 双文社出版、1999

## 参考
- [ISBN 978-4-88164-605-2]